# Ангел Пумпалов
Ангел Славчов Пумпалов е бивш български скиор, национален състезател на България по алпийски ски, участник на олимпийски игри и световни първенства.

## Състезателна кариера
В своята кариера Пумпалов участва на 2 зимни олимпиади - Нагано 1998 и Солт Лейк сити 2002, на две световни първенства - Санкт Антон 2001 и Санкт Мориц 2003, три младежки световни първенства, има и осем старта за Европейската купа. Не записва обаче старт за Световната купа по алпийски ски. Най-доброто му класиране на голямо първенство е 23-тото място на слалом от Олимпийските игри в Солт Лейк сити, САЩ през 2002 г. Ангел Пумпалов има десет победи в международни стартове. Първата е в Прадед, Чехия на слалом през 1998 г., а последната е постигната в гръцкия зимен център Парнасос отново на слалом на 15 април 2003 г. Това е и последното му официално състезание. Най-предното му класиране в ранглистата на Международната федерация по ски (ФИС) е 160-о място на слалом в началото на сезон 2002/2003 г. Най-добрите си ФИС точки в отделен старт – 22.07, печели на слалома в Лех, Австрия, където завършва на трето място.

## Резултати
| Зимни олимпийски игри - Нагано 1998 |
| слалом - не завършва в първи манш   |

| Зимни олимпийски игри - Солт Лейк сити 2002 |
| Комбинация - дисквалифициран                |
| Слалом - 23-то място                        |

| Световно първенство - Санкт Антон 2001 |
| Гигантски слалом - 31-во място         |
| Слалом - 34-то място                   |

| Световно първенство - Санкт Мориц 2003 |
| Гигантски слалом - 50-то място         |
| Слалом - 37-мо място                   |